# Eric Cartman halála
Az Eric Cartman halála (The Death of Eric Cartman) a South Park című rajzfilmsorozat 131. része (a 9. évad 6. epizódja). Az Amerikai Egyesült Államokban 2005. április 13-án, Magyarországon pedig 2007. augusztus 13-án mutatták be. 

## Cselekmény
|  | Alább a cselekmény részletei következnek! |

Az epizód elején Cartman megeszi a vacsorára tálalt KFC-s csirke bőrét barátai elől, ami miatt Stan, Kyle és Kenny rettenetesen mérgesek lesznek (Kenny el is sírja magát). Végiggondolva a helyzetet, rájönnek, hogy Eric élvezi, ha folyamatosan ócsárolják, ezért eldöntik, hogy ezek után egyáltalán nem vesznek róla tudomást. Cartman azonban – azt gondolva, hogy a többiek nem látják vagy hallják őt –, azt hiszi, meghalt, és lelke a Földön ragadt. Hazaérve meglátja a szerelőket egy koporsó-szerű dobozt cipelve, miközben a végzetes hibáról (a túl sok csirkebőréről) beszélgetnek, mely eltömítette a rendszert (valójában a WC-t), és az felrobbant. A fiú ráadásul anyja sírását is hallja a kertből, pedig valójában az csak a szerelővel szexel és a nyögése hangzik sírásnak.
Míg a legtöbb South Park-i gyerek csatlakozik Stanhez, Kyle-hoz és Kennyhez Cartman ignorálásában, Butters nem vesz részt a „megbeszélésen”, nem is tud az akcióról, és vígan köszön Ericnek, mikor az elhalad mellette. Ezek után mindketten abba a hitbe esnek, hogy Cartman azért nem került fel a mennybe (mivel szerinte a pokolba csak a feketék kerülnek), mert tisztáznia kell földi ügyeit. Először is Buttersön keresztül bocsánatot kér mindenkitől, akit valaha megbántott; miután ez nem tűnik működőképesnek, ajándékkosarakkal jóváteszi minden bűnét. Mivel ekkor sem történik semmi, Cartman rettenetesen ideges lesz, és szétveri barátja szobáját egy baseballütővel, aki egy elmegyógyintézetben köt ki (mivel azt hiszik róla, hogy halottakat lát).
Miután kiszabadította Butterst, Cartman ellátogat egy látóhoz, aki szerint a lélek azért is maradhat a Földön, mert Istennek nagyobb tervei vannak vele. Mikor hallanak a Vöröskereszt épületében folyó túszejtésről, a fiúk a helyszínre sietnek, ahol Cartman teljesen zavarba hozza a rablókat, könyvek „lebegtetésével” és hasonlókkal (hiszen azt hiszi, láthatatlan a számukra), eközben Butters kiszabadítja a túszokat. Az epizód végén a srácok osztálytársai is megjelennek, és elmondják Cartmannek, hogy nagyra becsülik, amit tett, és ezentúl nem fogják levegőnek nézni. Cartman erre nekitámad Buttersnek, azt kiabálva, hogy ezt még visszakapja. Végül odaérnek a szülők is, hogy visszakísérjék fiukat az intézetbe.

## Cartman bűnei
Butters listáján:
- Eltörte Mr. Anderson kerítését (Valószínű utalás Mr. Andersonra a Beavis és Butt-headből)
- Hétszer is beleszart az igazgató táskájába
- Rávett egy nőt az abortuszra, hogy a magzat őssejtjeiből saját pizzériája legyen (Kenny meghal epizód)
- Fogyatékosnak tettette magát, hogy részt vehessen a paralimpián (Szteroidok hatása alatt epizód)
- Megpróbálta kiirtani a zsidókat (A zsidók passiója epizód)
- Scott Tenorman szüleit Denkins farmjára csalta, aki megölte őket, ellopta a hullájukat és chilit főzött belőlük, amit megetetett Scottal (Scott Tenormannak meg kell halnia epizód)

A gyümölcskosarak szétosztása közben (de a lista írása közben nem említve):
- Miss Claridge (Ovi-Sokk epizód).

Később a listán (de a lista készítése közben nem említve):
- Sally Struthers (Kákabélű és Kákabélű az űrben epizódok)

## Utalások
- Mikor Butters elbújik a mosogató alatt, azt mondja, ő olyan, „mint az a gyerek a filmben. Látom a halottakat!”. Ez utalás a Hatodik érzék című filmre.
- A jelenet, melyben Cartman a „Mennyország” felé hátrál és közben búcsúzkodik, célzás a Ghost című filmre.

## Érdekességek
- Az ötlet, hogy Cartman leegye egy egész doboz sült csirke bőrét egy forgatókönyvügyi találkozón született. Trey Parker, Matt Stone és a többi író KFC-csirkét evett, egyikük pedig megemlítette, milyen szörnyű volna, ha valaki ellopná az összes csirke bőrét.
- Az elmegyógyintézetben Butters vizsgálata MR- nek indul, de végül egy túlméretes vibrátorral  kezelik. (A vibrátort eredetileg különféle mentális- és személyiségzavaros nők kezelésére használták).